# Internetgiganten

De logo's van de internetgiganten

Internetgiganten zijn een kleine groep mondiale internetbedrijven die, in het algemeen of in een bepaalde sector, via het internet een marktoverwicht hebben, of minstens toonaangevend zijn.
Deze multinationals vertonen meestal volgende kenmerken:
- een zeer groot aantal gebruikers, met als gevolg een miljardenomzet;
- een innoverende, soms disruptieve toepassing van de informatica via het internet
- een dominantie, soms quasi-monopolie in de sector
- een relatief gering aantal medewerkers in eigen dienst, eventueel aangevuld met externe of uitvoerende hulpkrachten
- meermaals ingrijpende sociale veranderingen als gevolg.

Bij internetgiganten in de ruime zin gaat het om wereldbedrijven zoals Airbnb, Alibaba, Amazon, Apple, Google, LinkedIn, Meta Platforms, Microsoft, Netflix, Twitter, Uber, Yahoo enz. In een meer beperkte betekenis gaat het om Google, Amazon, Meta en Apple (Frans “GAFA”), soms aangevuld met Microsoft (“GAFAM”). Deze vier (Amerikaanse) spelers brachten in het begin van de 21e eeuw belangrijke sociale veranderingsprocessen op gang via hun dominantie en rol in cyberspace.

## Benamingen en afkortingen
Reeds in 2011 noemde voormalig Google CEO Eric Schmidt Google, Amazon, Facebook en Apple de “vier ruiters” en zelfs de “bende van vier”, een term die ook werd gebruikt door Phil Simon. Onder meer de Amerikaanse hoogleraar marketing Scott Galloway houdt het bij de term “Big Four” of “Grote Vier”. Het gaat daarbij niet zozeer om de grootste computerbedrijven als zodanig: technische multinationals zoals IBM of HP brengen volgens hem minder sociale dynamiek op gang dan de Grote Vier.
In de pers heeft men het over de “internetgiganten”, “techreuzen” of de “Big Five” of “Big Tech”
In het Franse taalgebied is de afkorting GAFA gangbaar, of GAFAM indien ook Microsoft wordt bedoeld.
Voor de uitdagers/tegenpolen van de grote vier gebruikt men weleens het acroniem NATU: Netflix, Airbnb, Tesla en Uber; in China, BATX (voor Baidu, Alibaba, Tencent en Xiaomi). Jim Cramer van CNBC bedacht in 2013 de afkorting FANG (Facebook, Amazon, Netflix, and Google), in 2017 uitgebreid tot FAANG (plus Apple), om te wijzen op de bijna totale dominantie van die bedrijven in hun sector.   

## Geschiedenis
De dominantie van een kleine groep technologische bedrijven is niet nieuw: in de jaren 1990 waren dat Microsoft, Intel, Cisco en Dell. Het overwicht van de nieuwe internetgiganten liet zich vooral voelen vanaf de jaren 2010.

## Kritiek

### Privacy
De grootste internetbedrijven beschikken over een brede waaier aan persoonsgegevens van hun (soms honderden miljoenen) gebruikers. Deze gegevens vormen samen een berg aan big data, waarbij ook de persoonlijke privacy op de helling kan komen te staan, zoals in 2018 bleek met het datalekschandaal bij Cambridge Analytica. De Amerikaanse onderzoeker Shoshana Zuboff ontwikkelde in dit verband het concept 'toezichtskapitalisme' of 'surveillancekapitalisme'. In 2016 keurde de Europese Unie de Algemene verordening gegevensbescherming (AVG) goed, waarbij bedrijven regels opgelegd krijgen voor de verwerking van persoonsgegevens.
Franklin Foer, journalist bij The Atlantic, stelt in zijn boek World without mind: the existential threat of big tech dat Google, Facebook, Apple en Amazon wetten overtreden die bedoeld zijn om intellectueel eigendom en privacy te beschermen: “dit is niet de weg naar vrijheid en welvaart, maar naar de totale automatisering en homogenisering van ons sociale, politieke en intellectuele leven.”

### Monopolievorming

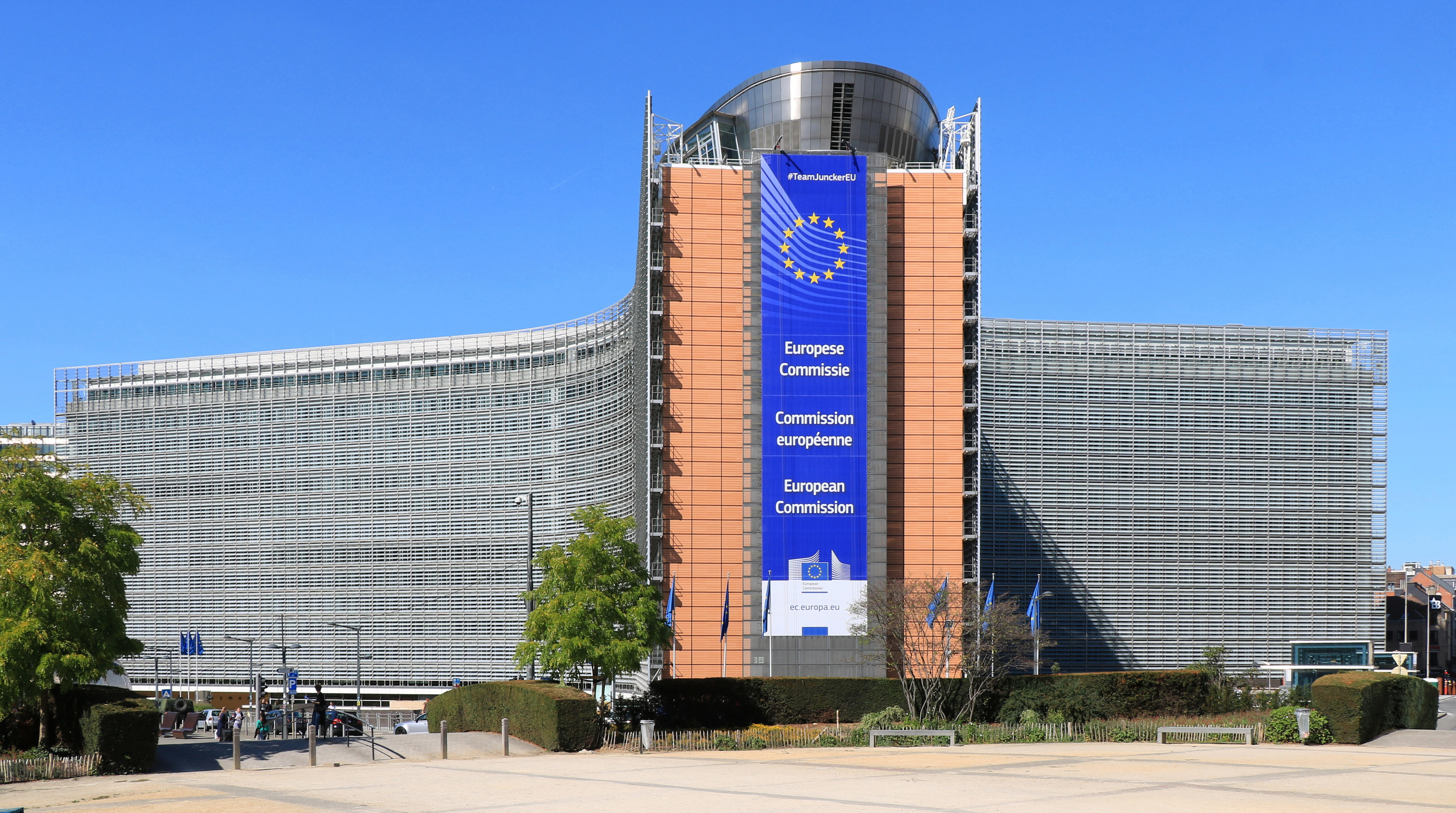
De Europese Commissie, die sancties heeft opgelegd aan sommige Internetgiganten.

Met name Google ligt al langer in het vizier bij de Europese Commissie, met in 2017 en in 2019 miljardenboetes tot gevolg.
In de zomer van 2019 kwam de Amerikaanse overheid in actie: het Amerikaanse Ministerie van Justitie kondigde een kartelonderzoek aan naar de grote technologiebedrijven. Los daarvan was de parlementaire antitrustcommissie een onderzoek begonnen naar het monopoliegedrag van de grote vier. Eerder al had de Dienst voor Consumentenbescherming FTC een onderzoek uitgevoerd inzake privacy, met een fikse boete voor Facebook als resultaat. Ook de Amerikaanse staten, met uitzondering van Californië en Alabama, kondigden aan gezamenlijk onder leiding van Texas een onderzoek in te stellen naar misbruik van marktpositie door Google. Op een hoorzitting in het Congres op 29 juli 2020, die vanwege de coronapandemie via videoconferentie verliep, werden de CEO’s van Apple, Amazon, Facebook en Google bestookt met lastige vragen: vanuit Democratische hoek over marktdominantie en oneerlijke concurrentie, vanwege Republikeinen over vermeende censuur van conservatieve opinies op sociale netwerken. Volgens prof. Scott Galloway kon deze hoorzitting wel eens “het begin van het einde” zijn voor “De Grote Vier”. In de betrokken commissie worden nieuwe regels voor de technologiesector besproken.

### Vendor lock-in
Twitter, Facebook en andere Big Tech platforms maken het gebruikers ook moeilijk het platform te verlaten: vendor lock-in. Wie zijn account verwijdert, kan onmogelijk nog in contact blijven met vroegere vrienden of zakenrelaties. Dit heeft volgens critici zoals Cory Doctorow niets te maken met technologische beperkingen: het is een bedrijfsstrategie, bedoeld voor het commercieel exploiteren van het persoonlijk leven en de relaties van de gebruikers. Als remedie stelt Doctorow technische interoperabiliteit voor, desnoods opgelegd door de overheid.

### Belastingen
Het is bekend dat de internetgiganten relatief weinig belastingen betalen. Daartoe vestigden de bedrijven die in de EU actief zijn, zich in fiscaal aantrekkelijke landen als Ierland en Luxemburg, terwijl ze enorme omzetten draaien in andere lidstaten, die bijgevolg belastinginkomsten mislopen. Een traditioneel Europees bedrijf betaalde volgens de Europese Commissie gemiddeld 23 procent winstbelasting, zijn hightech concurrent 9,5 procent.

### Werkgelegenheid en arbeidsvoorwaarden
In het algemeen hebben de internetgiganten een relatief klein aantal, meestal hooggekwalificeerde medewerkers in eigen dienst, in vergelijking met hun beurswaarde, bijvoorbeeld:
- Meta heeft circa 40.000 mensen in dienst,[26] bij een beurswaarde van bijna 600 miljard dollar[27] (ter vergelijking: Walt Disney heeft ongeveer 200.000 mensen in dienst, bij een beurswaarde van 250 miljard dollar)[28]
- Amazon: meer dan 600.000 mensen in dienst, beurswaarde 900 miljard dollar (ter vergelijking: Walmart, 2,2 miljoen mensen in dienst, beurswaarde 310 miljard dollar)[28]

Worden dan toch externe of hulpkrachten ingeschakeld, dan gebeurt dit vaak onder minder gunstige arbeidsvoorwaarden en precaire statuten.

## Lobbywerk
In een onderzoek van augustus 2021 bracht Corporate Europe Observatory het “lobby-universum” van de internetgiganten in kaart. Het ging om meer dan 600 bedrijven, groepen en bedrijfsverenigingen die lobbyen om het beleid van de Europese Unie op het gebied van de digitale economie te beïnvloeden. Met een jaarlijks budget van 97 miljoen euro bleek Big Tech de grootste lobbysector in de EU, vóór farmaceutische, fossiele brandstoffen, financiën en chemicaliën uit te geven. Een van de belangenorganisaties van Big Tech is de reeds in 1972 opgerichte Computer & Communications Industry Association (CCIA), met zetel in Washington D.C.. 

## Rechtszaken
Het marktoverwicht van de internetgiganten leidde vanaf de jaren 2010 tot een reeks vorderingen en rechtszaken, onder meer tegen Google en tegen Meta.

## Wetgeving
Los van algemene wetgeving zoals de Europese Verordening gegevensbescherming (AVG/GDPR), kwam na 2020 specifieke fiscale en andere wetgeving tot stand die meer bepaald de grote internetbedrijven viseert: 
- op 25 februari 2021 keurde het Australische parlement een baanbrekende wet goed die grote internetbedrijven zoals Google en Meta verplicht Australische nieuwsuitgevers een vergoeding te betalen voor de overgenomen inhoud.[32]  Facebook had zich eerder met een nieuwsblokkade tegen de wet verzet, maar draaide bij toen de wet werd aangepast.[33] Dergelijke initiatieven werden ook – met wisselend succes – in andere landen genomen, en onder meer in Frankrijk, Duitsland en Groot-Brittannië, maar ook in Canada en Maleisië.[34]

- de Europese Unie keurde in 2022 de Verordening digitale diensten en de Verordening digitale markten goed.

## In de media
- Mountainhead, speelfilm[35]